# Academia Maghiară de Științe
 Academia Maghiară de Științe (în maghiară Magyar Tudományos Akadémia, prescurtat MTA), sau Academia Ungară de Științe, este cea mai înaltă instituție științifică din Ungaria. Academia are sediul central în Budapesta și peste 100 de grupe și de institute de cercetare în capitale de județ (în Debrețin, Sopron, Miskolc etc.). Începând cu 1994, Academia Ungară de Științe s-a împărțit în unsprezece secțiuni.

## Istoric
Academia Maghiară de Științe a fost înființată în 1825 la Budapesta. În acel an, la o sesiune a dietei din Pozsony (sediul parlamentului maghiar în acea perioadă), contele István Széchenyi a oferit fonduri din venitul său pe un an în scopul înființării unei societăți academice, exemplul lui fiind urmat și de alți delegați. Scopul declarat al acestei societăți era dezvoltarea limbii maghiare, studiul și dezvoltarea științelor și artelor în limba maghiară.
Inițial. academia avea trei secțiuni: limbă și literatură, filosofie și istorie și matematică și istorie naturală.
Numele actual (Magyar Tudományos Akadémia) datează din 1845. Sediul central de la Budapesta a fost inaugurat în 1865, o clădire în stilul renascentist proiectată de arhitectul Friedrich August Stüler.

## Secțiuni
În prezent, Academia Maghiară de Științe are unsprezece secțiuni:
1. Lingvistică și literatură
2. Filosofie și istorie
3. Matematică
4. Științe agricole
5. Medicină
6. Științe inginerești
7. Chimie
8. Biologie
9. Economie și drept
10. Științe ale Pământului (geoștiințe)
11. Fizică

## Membrii Academiei
Academia este formată din membrii titulari și cei corespondenți, persoane care dețin o diplomă în științe, obținută sau recunoscută în Ungaria.
Membrii corespondenți sunt aleși de membrii titulari. Orice cetățean maghiar care deține titlul de doctor al Academiei sau are un titlu științific considerat echivalent poate fi ales ca membru corespondent.
Adunarea Generală este organismul suprem de luare a deciziilor în cadrul institutului. Componența sa este formată din membri și reprezentanți ai Adunării Generale care nu sunt membri. O Adunare Generală se ține cel puțin o dată pe an, una dintre sarcinile sale fiind de a alege membrii prezidiului: președintele, secretarul general și adjunctul acestuia. Cei trei vicepreședinți sunt de asemenea aleși pentru trei ani. Între Adunările Generale doar prezidiul ia decizii.

## Vezi și
- Știința și tehnologia în Ungaria
- Categorie:Membri ai Academiei Maghiare de Științe